# Dream Theater
Dream theater je progresivna metalska glasbena skupina. Skupino so ustanovili trije študentje glasbe leta 1985, takrat še pod imenom Majesty. 22 let po nastanku je skupina postala ena najbolj znanih progresivno metalskih skupin.

## Zasedba
Skupino sestavlja 5 članov:
- James Labrie - vokal
- Mike Portnoy - bobni
- John Petrucci - kitara
- John Myung - bas kitara
- Jordan Rudess - klaviature

## Diskografija
Do zdaj so izdali petnajst studijskih albumov:
- When Dream and Day Unite (1989)
- Images and Words (1992)
- Awake (1994)
- Falling Into Infinity (1997)
- Metropolis Pt. 2: Scenes from a Memory (1999)
- Six Degrees of Inner Turbulence (2002)
- Train of Thought (2003)
- Octavarium (2005)
- Systematic Chaos (2007)
- Black Clouds & Silver Linings (2009)
- A Dramatic Turn of Events (2011)
- Dream Theater (2013)
- The Astonishing (2016)
- Distance over Time (2019)
- A View from the Top of the World (2021)
- Parasomnia (2025)

Izdali so tudi veliko live albumov.